# Regierung Menzies IV
Die Regierung Menzies IV regierte Australien vom 19. Dezember 1949 bis zum 11. Mai 1951. Es handelte sich um eine Koalitionsregierung der Liberal Party (LP) und der Country Party (CP).
Bei der Parlamentswahl am 10. Dezember 1949 erlitt die regierende Labor Party eine Niederlage. Sie stellte nur noch 48 der 123 Abgeordneten im Repräsentantenhaus. Die Liberal Party erhielt 55, die Country Party 19 Mandate. Im Senat konnte Labor mit 33 von 60 Senatoren seine Mehrheit behaupten. Die neue Regierung wurde von einer Koalition der Liberal Party und der Country Party gestellt. Premierminister wurde Robert Menzies, der das Amt schon von 1939 bis 1941 bekleidete. Als Labor im Senat das Bankengesetz ablehnte, erreicht Menzies Neuwahlen für beide Parlamentskammern. Bei der Parlamentswahl am 28. April 1951 legte Labor leicht zu und erhielt 54 Sitze, die Liberal Party mit 57 Sitzen und die Country Party mit 17 Sitzen verloren leicht, die Regierung konnte aber ihre Mehrheit behaupten. Im Senat jedoch konnte die Regierung mit 32 der sechzig Mandate eine Mehrheit erringen.

## Ministerliste
| Amt                                              | Minister                          | Partei | Amtszeit                             | Bild |
| ------------------------------------------------ | --------------------------------- | ------ | ------------------------------------ | ---- |
| Premierminister                                  | Robert Menzies                    | LP     | 19. Dezember 1949 – 11. Mai 1951     |      |
| Schatzminister                                   | Arthur Fadden                     | CP     | 19. Dezember 1949 – 11. Mai 1951     |      |
| Verteidigungsminister                            | Eric Harrison                     | LP     | 19. Dezember 1949 – 24. Oktober 1950 |      |
| Verteidigungsminister                            | Philip McBride                    | LP     | 24. Oktober 1950 – 11. Mai 1951      |      |
| Minister für Nachkriegs-Wiederaufbau             | Eric Harrison                     | LP     | 19. Dezember 1949 – 17. März 1950    |      |
| Minister für Arbeit und Wehrpflicht              | Harold Holt                       | LP     | 19. Dezember 1949 – 11. Mai 1951     |      |
| Minister für Einwanderung                        | Harold Holt                       | LP     | 19. Dezember 1949 – 11. Mai 1951     |      |
| Minister für Wirtschaft und Landwirtschaft       | John McEwen                       | CP     | 19. Dezember 1949 – 11. Mai 1951     |      |
| Außenminister                                    | Percy Spender                     | LP     | 19. Dezember 1949 – 26. April 1951   |      |
| Außenminister                                    | Richard Casey                     | LP     | 27. April 1951 – 11. Mai 1951        |      |
| Minister für die Außenterritorien                | Percy Spender                     | LP     | 19. Dezember 1949 – 26. April 1951   |      |
| Minister für die Außenterritorien                | Richard Casey                     | LP     | 27. April 1951 – 11. Mai 1951        |      |
| Minister für Bauen und Wohnraum                  | Richard Casey                     | LP     | 19. Dezember 1949 – 11. Mai 1951     |      |
| Minister für Versorgung und Entwicklung          | Richard Casey                     | LP     | 19. Dezember 1949 – 17. März 1950    |      |
| Minister für nationale Entwicklung               | Richard Casey                     | LP     | 17. März 1950 – 11. Mai 1951         |      |
| Forschungsminister                               | Richard Casey                     | LP     | 23. März 1950 – 11. Mai 1951         |      |
| Minister für Versorgung                          | Howard Beale                      | LP     | 17. März 1950 – 11. Mai 1951         |      |
| Innenminister                                    | Philip McBride                    | LP     | 19. Dezember 1949 – 24. Oktober 1950 |      |
| Innenminister                                    | Eric Harrison                     | LP     | 24. Oktober 1950 – 11. Mai 1951      |      |
| Gesundheitsminister                              | Earle Page                        | CP     | 19. Dezember 1949 – 11. Mai 1951     |      |
| Minister für Handel und Zölle                    | Neil O’Sullivan                   | LP     | 19. Dezember 1949 – 11. Mai 1951     |      |
| Minister für Schifffahrt und Treibstoff          | George McLeay                     | LP     | 19. Dezember 1949 – 17. März 1950    |      |
| Minister für Treibstoff, Schifffahrt und Verkehr | George McLeay                     | LP     | 17. März 1950 – 11. Mai 1951         |      |
| Minister für die Luftwaffe                       | Thomas White                      | LP     | 19. Dezember 1949 – 11. Mai 1951     |      |
| Minister für die Luftfahrt                       | Thomas White                      | LP     | 19. Dezember 1949 – 11. Mai 1951     |      |
| Generalpostmeister                               | Hubert Lawrence Anthony           | CP     | 19. Dezember 1949 – 11. Mai 1951     |      |
| Armeeminister                                    | Josiah Francis                    | LP     | 19. Dezember 1949 – 11. Mai 1951     |      |
| Marineminister                                   | Josiah Francis                    | LP     | 19. Dezember 1949 – 11. Mai 1951     |      |
| Generalstaatsanwalt                              | John Spicer                       | LP     | 19. Dezember 1949 – 11. Mai 1951     |      |
| Vizepräsident des Executive Council              | Enid Lyons                        | LP     | 19. Dezember 1949 – 7. März 1951     |      |
| Vizepräsident des Executive Council              | Robert Menzies                    | LP     | 7. März 1951 – 11. Mai 1951          |      |
| Sozialminister                                   | Bill Spooner                      | LP     | 19. Dezember 1949 – 11. Mai 1951     |      |
| Minister für Repatriierung                       | Walter Cooper                     | CP     | 19. Dezember 1949 – 11. Mai 1951     |      |
| Informationsminister                             | Howard Beale                      | LP     | 19. Dezember 1949 – 11. Mai 1951     |      |
| Verkehrsminister                                 | 19. Dezember 1949 – 17. März 1950 |        |                                      |      |